# باسكاغولا
باسكاغولا (مسيسيبي) (بالإنجليزية: Pascagoula, Mississippi)‏ هي مدينة تقع في الولايات المتحدة في مقاطعة جاكسون (مسيسيبي). يقدر عدد سكانها بـ 22,392 نسمة ومساحتها 47.2 كم2 وترتفع عن سطح البحر 3 متر.

## التركيبة السكانية
حدّد مكتب تعداد الولايات المتحدة بيانات التركيبة السكانية لباسكاغولا في تعداد الولايات المتحدة. في ما يلي، التركيبة السكانية حسب تعدادي 2000 و2010.

### تعداد عام 2000
بلغ عدد سكان باسكاغولا 26,200 نسمة بحسب تعداد عام 2000، وبلغ عدد الأسر 9,878 أسرة وعدد العائلات 6,724 عائلة مقيمة في المدينة. في حين سجلت الكثافة السكانية 412.7 نسمة لكل كيلومتر مربع (1,068.9/ميل2). وبلغ عدد الوحدات السكنية 10,931 وحدة بمتوسط كثافة قدره 172.2 لكل كيلومتر مربع (446.0/ميل2).
وتوزع التركيب العرقي للمدينة بنسبة 67.15% من البيض و28.97% من الأمريكيين الأفارقة و0.18% من الأمريكيين الأصليين و0.97% من الأمريكيين ذوي الأصول الآسيوية و0.02% من سكان جزر المحيط الهادئ و1.67% من الأعراق الأخرى و1.04% من عرقين مختلطين أو أكثر و3.89% من الهسبانيون أو اللاتينيون من أي عرق.
بلغ عدد الأسر 9,878 أسرة كانت نسبة 38.4% منها لديها أطفال تحت سن الثامنة عشر تعيش معهم، وبلغت نسبة الأزواج القاطنين مع بعضهم البعض 44.6% من أصل المجموع الكلي للأسر، ونسبة 18.8% من الأسر كان لديها معيلات من الإناث دون وجود شريك،  بينما كانت نسبة 4.7% من الأسر لديها معيلون من الذكور دون وجود شريكة وكانت نسبة 31.9% من غير العائلات. تألفت نسبة 27% من أصل جميع الأسر من عدة أفراد يعيشون في نفس المنزل ونسبة 9.7% كانت تتألف من شخص يعيش بمفرده يبلغ من العمر 65 عاماً أو أكثر. وبلغ متوسط حجم الأسرة المعيشية 2.52، أما متوسط حجم العائلات فبلغ 3.05.
بلغ العمر الوسطي للسكان 32.6 عاماً. وكانت نسبة 26.8% من القاطنين تحت سن الثامنة عشر، وكانت نسبة 9.2% بين الثامنة عشر والرابعة والعشرين عاماً، ونسبة 27.4% كانت واقعةً في الفئة العمرية ما بين الخامسة والعشرين والرابعة والأربعين عاماً، ونسبة 20.2% كانت ما بين الخامسة والأربعين والرابعة والستين، ونسبة 11.4% كانت ضمن فئة الخامسة والستين عاماً فما فوق. يوجد لكل 100 أنثى 94.0 ذكر، ويوجد لكل 100 أنثى في الثامنة عشر من عمرها فما فوق 90.4 ذكر.
بلغ متوسط دخل الأسرة في المدينة 32,042 دولارًا، أما متوسط دخل العائلة فبلغ 39,044 دولارًا. وكان متوسط دخل الذكور 30,313 دولارًا مقابل 22,594 دولارًا للإناث. وسجل دخل الفرد الخاص بالمدينة 16,891 دولارًا. وكانت نسبة 18.1% من العائلات ونسبة 20.7% من السكان تحت خط الفقر، وكان من هؤلاء نسبة 31.6% تحت سن الثامنة عشر ونسبة 13% في الخامسة والستين من العمر وما فوق.

### تعداد عام 2010
بلغ عدد سكان باسكاغولا 22,392 نسمة بحسب تعداد عام 2010، وبلغ عدد الأسر 8,481 أسرة وعدد العائلات 5,612 عائلة مقيمة في المدينة. في حين سجلت الكثافة السكانية 352.7 نسمة لكل كيلومتر مربع (913.5/ميل2). وبلغ عدد الوحدات السكنية 10,224 وحدة بمتوسط كثافة قدره 161.1 لكل كيلومتر مربع (417.2/ميل2).
وتوزع التركيب العرقي للمدينة بنسبة 58.81% من البيض و32.68% من الأمريكيين الأفارقة و0.31% من الأمريكيين الأصليين و1% من الأمريكيين ذوي الأصول الآسيوية و0.06% من سكان جزر المحيط الهادئ و5.44% من الأعراق الأخرى و1.70% من عرقين مختلطين أو أكثر و11.04% من الهسبانيون أو اللاتينيون من أي عرق.
بلغ عدد الأسر 8,481 أسرة كانت نسبة 36.2% منها لديها أطفال تحت سن الثامنة عشر تعيش معهم، وبلغت نسبة الأزواج القاطنين مع بعضهم البعض 39.7% من أصل المجموع الكلي للأسر، ونسبة 20.4% من الأسر كان لديها معيلات من الإناث دون وجود شريك،  بينما كانت نسبة 6% من الأسر لديها معيلون من الذكور دون وجود شريكة وكانت نسبة 33.8% من غير العائلات. تألفت نسبة 28.7% من أصل جميع الأسر من عدة أفراد يعيشون في نفس المنزل ونسبة 9.6% كانت تتألف من شخص يعيش بمفرده يبلغ من العمر 65 عاماً أو أكثر. وبلغ متوسط حجم الأسرة المعيشية 2.54، أما متوسط حجم العائلات فبلغ 3.11.
بلغ العمر الوسطي للسكان 34.9 عاماً. وكانت نسبة 25.9% من القاطنين تحت سن الثامنة عشر، وكانت نسبة 9.9% بين الثامنة عشر والرابعة والعشرين عاماً، ونسبة 27.1% كانت واقعةً في الفئة العمرية ما بين الخامسة والعشرين والرابعة والأربعين عاماً، ونسبة 25.1% كانت ما بين الخامسة والأربعين والرابعة والستين، ونسبة 12% كانت ضمن فئة الخامسة والستين عاماً فما فوق. وتوزع التركيب الجنسي للسكان بنسبة 49.9% ذكور و50.1% إناث.

## المدن التوأمة
مدينة تشيكو، كاليفورنيا هي مدينة توأمة لـباسكاغولا (مسيسيبي).

## أعلام
- إيريكا إليسون
- ملفين بوكر
- هال لي
- وليام والاس سميث بليس
- سام ليزلي
- أنطونيو هارفي
- توني ديس
- جيمي بافيت